# Epiros
Epiros (latin: Epirus, overs. "fastland"; græsk: Ήπειρος; albansk: Epir), også kendt som Epeiros, er en geografisk og historisk region i det sydøstlige Europa, som i dag er delt mellem Grækenland og Albanien. Regionen ligger mellem Pindus-bjergene og det Ioniske Hav, og strækker sig fra Vlorë-bugten og Akroceraunian-bjergene i nord til Ambraciske Golf og den ødelagte romerske by Nikopolis i syd. Regionen er i dag opdelt mellem regionen Epirus i det nordvestlige Grækenland og amterne Gjirokastër og Vlorë i det sydlige Albanien. Den største by i Epiros er Ioannina, hovedstad for den græske region Epirus, med Gjirokastër som den største by i den albanske del af Epirus.
Epiros var en barsk og bjergrig region i den nordvestlige del af antikkens Grækenland. Den var beboet af de græske stammer chaonerne, molosserne og thesprotierne. Regionen var hjemsted for helligdommen Dodona, det ældste orakel i antikkens Grækenland, og det næstmest prestigefyldte efter Delphi. Forenet til en enkelt stat i 370 f.Kr. af Aiakos-dynastiet, opnåede staten Epiros berømmelse under Pyrrhus af Epirus' regeringstid. Pyrrhus kæmpede mod den Romerske Republik i en række kampagner. Epiros blev efterfølgende en del af den Romerske Republik sammen med resten af Grækenland i 146 f.Kr. Efter den Romerske Republiks fald blev det en del af det Romerske Kejserrige og derefter det Østromerske Rige.
Efter plyndringen af Konstantinopel af det Fjerde Korstog i 1204 blev Epiros centrum for Despotatet Epiros – en af efterfølgerstaterne til det Byzantinske Rige. I det 14. århundrede blev Epiros bragt under det genoprettede Byzantinske Riges styre, før det kortvarigt blev erobret af det Zarriget Serbien. Regionen blev derefter opdelt mellem en række despotater og politiske enheder, herunder Despotatet Epiros, Despotatet Arta, Zenebishi-familien og Republikken Venedig, før den blev erobret af det Osmanniske Rige i det 15. århundrede. Epiros blev en del af det semi-uafhængige pashalik styret af den osmanniske albanske hersker Ali Pasha i det tidlige 19. århundrede, men det Osmaniske Rige genoprettede sin kontrol i 1821. Efter Balkan-krigene og 1. verdenskrig blev det sydlige Epiros en del af Grækenland, mens det nordlige Epiros blev en del af Albanien.

## Navn
Navnet Epiros er afledt af det græske ord: Ἤπειρος", translitteration: Ḗpeiros, der betyder "fastland" eller terra firma (latin). Det menes at komme fra en indoeuropæisk rod *apero- 'kyst', og blev anvendt på fastlandet i det nordvestlige Grækenland modsat Korfu og de ioniske øer. Det lokale navn blev præget på mønten af det Forenede Epirote-samfund: "ΑΠΕΙΡΩΤΑΝ" (oldgræsk: Ἀπειρωτᾶν,  translitteration: Āpeirōtân, dvs. "af epiroterne"). Det albanske navn for regionen, der stammer fra det græske, er Epiri. Tilsvarende er det aromunske navn for Epiros, der også er græsk-afledt, Epiru.

## Geografi
Midt i landet ligger en frugtbar slette, men ellers er landet væsentlig bjergland gennemstrømmet af talrige floder. Kystbjergene, der er ca. 2.000 meter høje, falder brat mod kysten og var i oldtiden stærkt skovklædte med eg og bøg.

## Befolkning og historie
Befolkningen var væsentlig Illyrer. Mod syd anlagde grækere, særlig dorer, kolonier og gennem dem fik de egentlige indbyggere nogen kultur. Det egentlige land var delt i mange småstater, blandt hvilke Molosserne fik den største betydning.
Den berømte Pyrrhus, fra hvem udtrykket "Pyrrhussejr" stammer, (død år 272 f.Kr.) gjorde Epeiros til et mægtigt kongerige og førte krige i udlandet. Efter hans død forfaldt kongedømmet og Epeiros blev en forbundsrepublik. År 168 f.Kr. hjalp Epeiros Kong Perseus af Makedonien mod Romerne, men som straf blev Epeiros Romersk provins. 1450 kom Epeiros under tyrkisk herredømme. I 1913 blev området forenet med Grækenland og indbyggertallet i dag er ca. 340.000.

## Eksterne links
- Den Store Danske